# 复康路立交桥
复康路立交桥是天津市市区内的重要交通桥梁和交通节点，沟通中环线、快速路环线和外环线三大主干道路，是天津滨海高新区、天拖南居住区、王顶堤居住区和侯台风景区四大区域互通的必经之路。

## 旧复康路立交桥
旧复康路立交桥，功能单一仅跨越铁路陈塘庄支线铁路和陈塘排水河。

## 新复康路立交桥
2010年改建完成的新建复康路立交桥为铁路公路交互的三层互通式立交桥，主线全长1219米，桥面最高10.6米，东西方向连接中环线和外环线，南北方向将连接快速路西北半环简阳路立交桥和快速路东南半环上的宾悦桥，是快速路环线最后建成的节点。
新复康路立交桥为双向六车道至八车道，包括A线-H线等8座匝道桥。主线跨越M、N线桥（简阳路立交桥）、陈塘庄支线铁路和陈塘排水河。主线共39跨，其中3跨为预制梁，跨度为42米。